# Julio Alberto Zamora
Julio Alberto Zamora Ureña (11 de març del 1966, Rosario) és un futbolista retirat i entrenador de futbol argentí, que va jugar per a l'equip nacional de l'Argentina, així com en clubs de l'Argentina, Espanya, Mèxic i Bolívia. Des del 2014 dirigeix al Binacional de la Copa Perú.

## Trajectòria
Zamora va començar la seva carrera el 1985 amb Newell's Old Boys. També va jugar per River Plate i CE Sabadell a la dècada de 1980.
El 1990 va tornar a Newell's on va formar part de l'equip que va guanyar els campionats 1990-91 i Clausura 1992. El 1993, Zamora va ser part del victoriós equip de l'Argentina a la Copa Amèrica de 1993. Entre 1993 i 1996, Zamora va jugar a Mèxic amb el Cruz Azul, va tornar a l'Argentina el 1997, una vegada més a Newell's Old Boys. Cap al final de la seva carrera, va jugar per Wilstermann a Bolívia i el Platense del seu país. Actualment és Director Tècnic del José Gálvez FBC de la primera divisió del Perú.

### Com a futbolista
| Club              | País      | Any         |
| ----------------- | --------- | ----------- |
| Newell's Old Boys | Argentina | 1985 - 1987 |
| River Plate       | Argentina | 1987 - 1988 |
| CE Sabadell       | Espanya   | 1988        |
| River Plate       | Argentina | 1989 - 1990 |
| Newell's Old Boys | Argentina | 1990 - 1993 |
| Cruz Azul         | Mèxic     | 1993 - 1996 |
| Newell's Old Boys | Argentina | 1997 - 1998 |
| Wilstermann       | Bolívia   | 1999        |
| Platense          | Argentina | 1999 - 2000 |

### Com a entrenador
| Club                                 | País      | Any          |
| ------------------------------------ | --------- | ------------ |
| Aurora                               | Bolívia   | 2002         |
| C.D. Olmedo                          | Equador   | ?            |
| Club Atlético Tiro Federal Argentino | Argentina | ?            |
| Aurora                               | Bolívia   | 2010 - 2011  |
| Melgar                               | Perú      | 2012         |
| Sportivo Huracán                     | Perú      | 2013         |
| José Gálvez FBC                      | Perú      | 2013 - 2014  |
| Binacional Desaguadero               | Perú      | Des del 2014 |

## Palmarès
| Temporada     | Equip             | Títol                           |
| ------------- | ----------------- | ------------------------------- |
| 1990-91       | Newell's Old Boys | Primera Divisió Argentina       |
| Clausura 1992 | Newell's Old Boys | Primera Divisió Argentina       |
| 1993          | Argentina         | Copa Amèrica                    |
| 1996          | Cruz Azul         | Copa Mèxic                      |
| 1996          | Cruz Azul         | Copa de Campions de la CONCACAF |